# Marsdenia breviramosa
Marsdenia breviramosa är en oleanderväxtart som beskrevs av Rapini och Fontella. Marsdenia breviramosa ingår i släktet Marsdenia och familjen oleanderväxter. Inga underarter finns listade i Catalogue of Life.